# Sibhudugrot
De Sibhudugrot is een rotswoning in een zandstenen klif bij oThongathi, deel van de eThekwini Metropolitan Municipality van Durban in de Zuid-Afrikaanse provincie KwaZoeloe-Natal. Het is een belangrijke site uit de Middle Stone Age die, met enkele hiaten, werd bewoond van 77.000 jaar geleden tot 38.000 jaar geleden.
Bewijs van enkele van de vroegere voorbeelden van moderne menselijke technologie is gevonden in de schuilplaats, waaronder een botpijl (61.000 jaar oud), en enkele stenen pijlen (64.000 jaar oud), een naald (61.000 jaar oud), bewijs van gebruik van warmtebehandelde gemengde lijmverbindingen (61.000 jaar geleden), en een voorbeeld van het gebruik van beddengoed (77.000 jaar geleden). Het gebruik van lijmen en beddengoed is van bijzonder belang, omdat de complexiteit van hun creatie en verwerking is gepresenteerd als bewijs van continuïteit tussen de vroege menselijke cognitie en die van de moderne mens.

## Beschrijving van de site
De Sibudu Cave is een rotsschuilplaats, gelegen op ongeveer 40 km ten noorden van het stadscentrum van Durban en 11 km landinwaarts van de kust van de Indische Oceaan, in de buurt van de stad oThongathi, deel van de grootstedelijke agglomeratie van Durban. Het ligt op een steile, beboste klif met uitzicht naar het westzuidwesten over de Tongati-rivier in een gebied dat nu een suikerrietplantage is. De schuilplaats werd gevormd door erosie van de Tongati-rivier, die nu 10 m onder de schuilplaats ligt. De vloer is 55 m lang en ongeveer 18 m breed. Het heeft een grote collectie afzettingen uit de Middle Stone Age die goed bewaard zijn gebleven, organisch en nauwkeurig zijn gedateerd met behulp van optisch gestimuleerde luminescentie.
De eerste opgravingen na de ontdekking in 1983 werden uitgevoerd door Aron Mazel van het Natal Museum. Lyn Wadley van de Universiteit van de Witwatersrand begon in september 1998 met hernieuwde opgravingen. Er zijn verschillende voorbeelden van vroege menselijke technologie gevonden:
- Een botpunt, een mogelijke pijlpunt die de oorsprong van de boog- en beenpijltechnologie (61.000 jaar oud);
- Een botnaald (61.000 jaar oud) met slijtage die vergelijkbaar is met die van botnaalden die worden gebruikt om dierenhuid te doorboren;
- Een samengestelde lijm (plantaardige gom en rode oker), die werd gebruikt voor het haken van stenen punten in houten handvatten om speren te maken (71.000 jaar oud);
- Schelpkralen, recenter dan deze van de Blombosgrot (71.000 jaar oud voor de Sibhudu-kralen, versus 75.000 jaar oud voor die in Blombos);
- Een voorbeeld van het gebruik van beddengoed (77.000 jaar oud) met Kaapse laurier (Cryptocarya woodii) erop, waarschijnlijk vanwege zijn insectendodende eigenschappen;
- Het gebruik van melk (caseïne) als verfbindmiddel in een melk-okermengsel (49.000 jaar oud).

## Erfgoedbescherming
In 2015 diende de Zuid-Afrikaanse regering een voorstel in om de grotten toe te voegen aan de lijst van werelderfgoed. Deze erkenning volgde in 2024 toen de UNESCO Commissie voor het Werelderfgoed tijdens zijn 46e sessie de archeologische vindplaatsen bijschreef op de werelderfgoedlijst als "De opkomst van modern menselijk gedrag: de pleistocene bezettingsplaatsen van Zuid-Afrika".

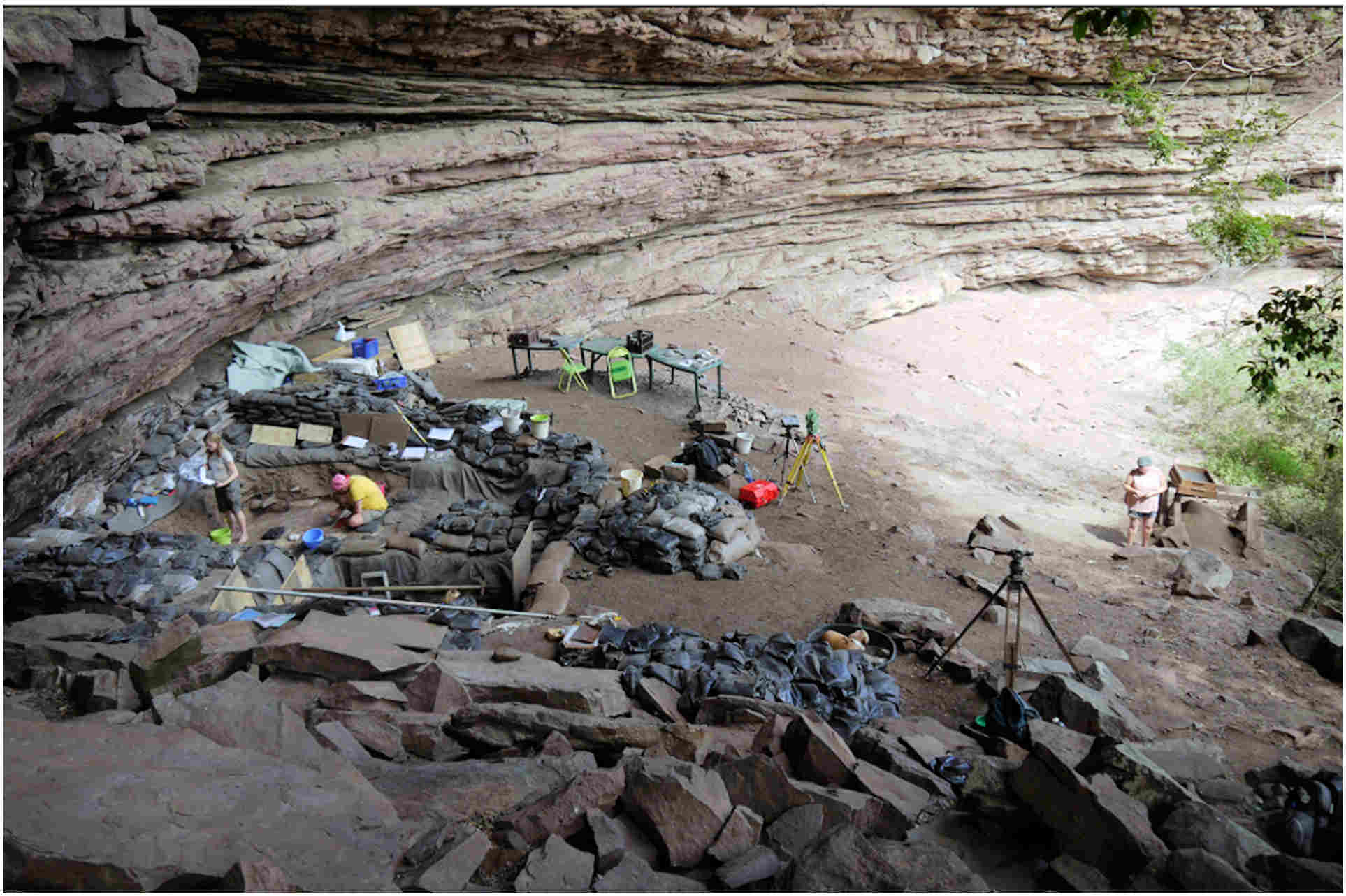
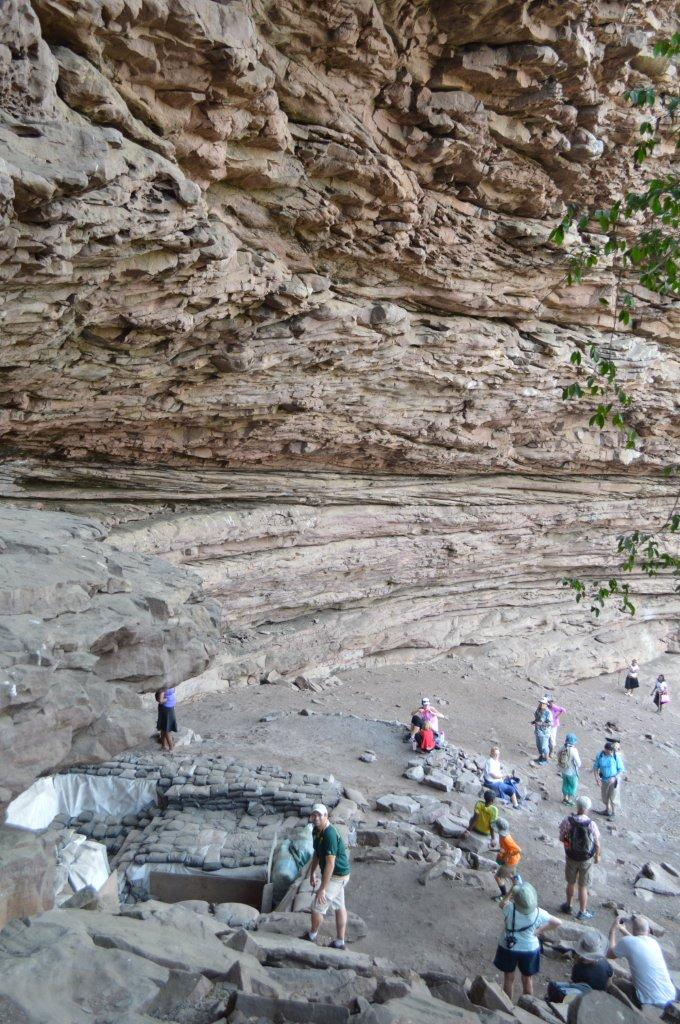